# Jessie Buckley
Jessie Buckley (Killarney, 28 de dezembro de 1989) é uma cantora e atriz irlandesa, vencedora do Olivier e indicada ao Oscar e Bafta. Sua carreira começou em 2008 como participante do programa de talentos da BBC I'd Do Anything no qual ela ficou em segundo lugar. No mesmo ano, ela apareceu como Anne Egermann no musical A Little Night Music, de Stephen Sondheim.

## Carreira
Em 2016, Buckley apareceu em quatro séries de televisão da BBC, a adaptação de Guerra e Paz de Liev Tolstói, Taboo, The Last Post e The Woman in White. Desde então, ela estrelou os filmes Beast (2017) e As Loucuras de Rose (2018), pelos quais recebeu elogios da crítica e uma indicação ao BAFTA de melhor atriz em cinema por este último. Em 2019, Buckley estrelou a minissérie da HBO, Chernobyl, e foi reconhecida pela Forbes em sua lista Under 30 que reúne jovens que se destacaram em diversas áreas ao longo do último ano. Ela também apareceu no filme Judy: Muito Além do Arco-Íris (2019).
Em 2020, teve um papel principal como a enfermeira Oraetta Mayflower na quarta temporada da série de televisão estadunidense Fargo, do canal FX.
No final de 2021, interpretou a jovem Leda Caruso em A Filha Perdida da Netflix, performance pela qual foi indicada ao Oscar de Melhor Atriz Coadjuvante e ao Bafta. Em 2022, estrelou a adaptação teatral do musical Cabaret, em West End, Londres, onde interpretou a protagonista Sally Bowles e venceu o Laurence Olivier Award de Melhor Atriz/Musical. No mesmo ano, estrelou Men, filme de horror do diretor Alex Garland e distribuído pela a24, e Women Talking, drama dirigido por Sarah Polley.

## Filmografia

### Cinema
| Ano  | Título                        | Papel                 | Nota(s) |
| ---- | ----------------------------- | --------------------- | --- |
| 2017 | A Fera                        | Moll Huntford         | |
| 2018 | Wild Rose                     | Rose-Lynn Harlan      | Indicada BAFTA de Melhor Atriz |
| 2019 | Judy: Muito Além do Arco-Íris | Rosalyn Wilder        | |
| 2020 | Dolittle                      | Rainha Victoria       | |
| 2020 | O Espião Inglês               | Sheila Wynne          | |
| 2020 | Misbehaviour                  | Jo Ann Robinson       | |
| 2020 | I'm Thinking of Ending Things | Lucy                  | Indicada Chicago Film Critics Association de melhor atriz Indiana Film Journalists Association de melhor atriz Gotham Award de melhor atriz North Carolina Film Critics Association de melhor atriz St. Louis Film Critics Association de melhor atriz |
| 2021 | The Lost Daughter             | Jovem Leda            | Indicada Oscar de melhor atriz coadjuvante BAFTA de melhor atriz coadjuvante em cinema |
| 2022 | Men                           | Harper Marlowe        | |
| 2022 | Women Talking                 | Mariche Loewen        | Venceu National Board of Review de Melhor Elenco Indicada Critics' Choice Award de Melhor Atriz Coadjuvante Critics' Choice Award de Melhor Elenco SAG Award de Melhor Elenco em Cinema                                                                |
| 2022 | Scrooge: A Christmas Carol    | Isabel Fezziwig (voz) | |
| 2023 | Wicked Little Letters         | Rose Gooding          | |
| 2023 | Fingernails                   | Anna                  | |
| 2025 | The Bride!                    | The Bride             | Pós-produção |
| TBA  | Hamnet                        | Agnes Shakespeare     | Pós-produção |

### Televisão
| Ano  | Título             | Papel               | Nota(s)     |
| ---- | ------------------ | ------------------- | ----------- |
| 2014 | Endeavour          | Kitty Batten        | 1 episódio  |
| 2016 | War & Peace        | Marya Bolkonskaya   | 6 episódios |
| 2017 | Taboo              | Lorna Bow           | 7 episódios |
| 2017 | The Last Post      | Honor Martin        | 6 episódios |
| 2018 | The Woman in White | Marian Halcombe     | 5 episódios |
| 2019 | Chernobyl          | Lyudmilla Ignatenko | 5 episódios |
| 2020 | Fargo              | Oraetta Mayflower   | 4 temporada |

### Jogo eletrônico
| Ano  | Título                                       | Papel            | Nota        |
| ---- | -------------------------------------------- | ---------------- | ----------- |
| 2022 | The Dark Pictures Anthology: The Devil in Me | Katherine Wilder | Voz e Mocap |